# گوالتیرو یاکوپتی
گوالتیرو یاکوپتی (انگلیسی: Gualtiero Jacopetti; ۴ سپتامبر ۱۹۱۹ – ۱۷ اوت ۲۰۱۱) یک کارگردان اهل ایتالیا بود. وی بین سال‌های ۱۹۶۲ تا ۱۹۷۵ میلادی فعالیت می‌کرد.
از فیلم‌های او می‌توان به شادی زندگی و خدانگهدار عمو تام اشاره کرد.